# Spodek (karta)

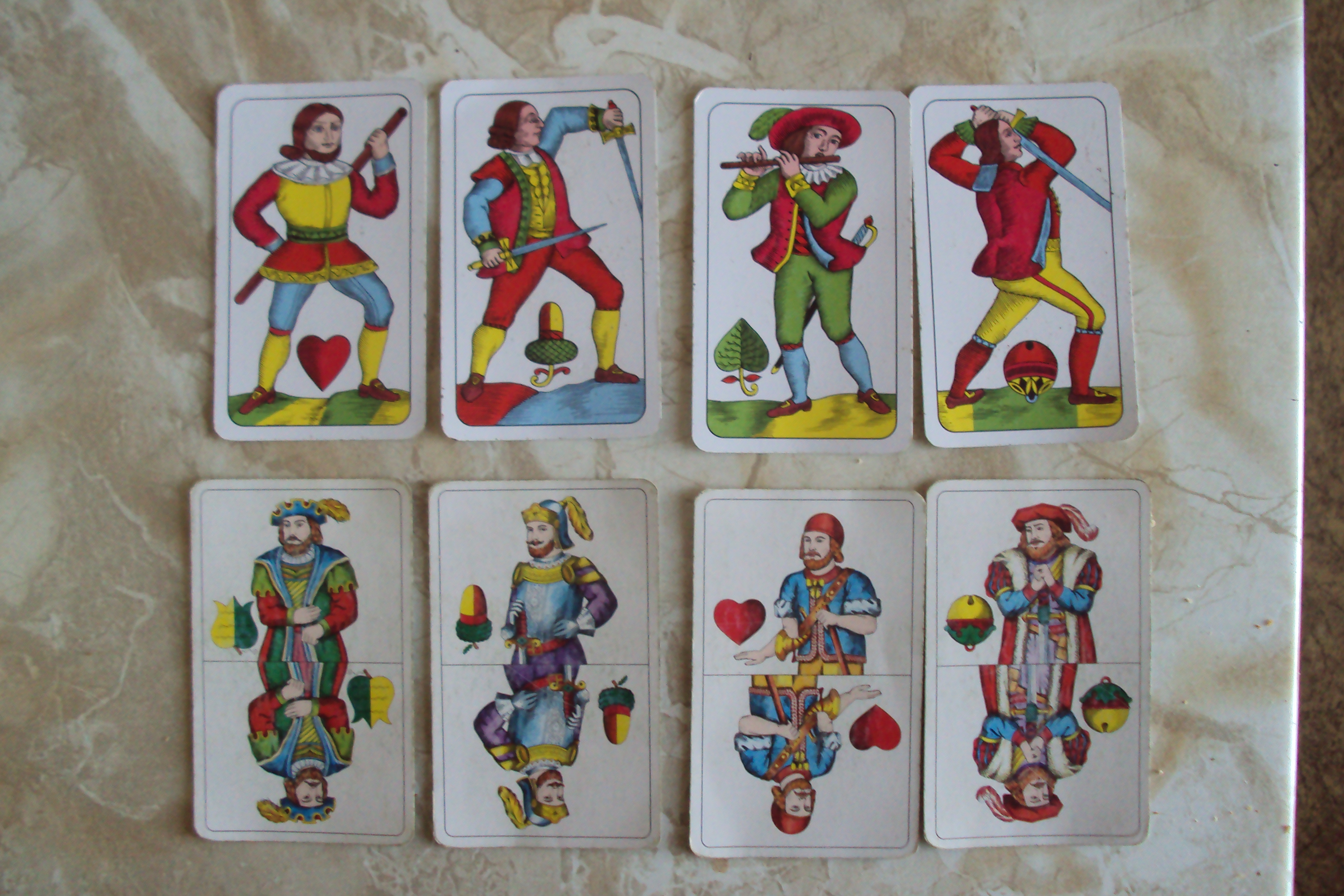
Spodky jedno i dvouhlavých karet

Spodek (německy Unter) je v kartách jedna z hracích karet mariášového (německého) typu, hraných i v českém prostředí.

## Pořadí karet
V mariášových kartách jsou čtyři různé barvy a každá má 8 různých hodnot, od nejnižší je to 7 – 8 – 9 – 10 – spodek – svršek – král a eso. V karetních hrách, kde jsou k dispozici pouze karty žolíkové, lze spodka nahradit kartou J, čili kluk.

## Grafické znázornění
U mariášových karet jednohlavých i dvouhlavých je postava doplněna barevným znakem dole, či u pasu. Podobná karta svršek má tento znak vždy nahoře.

## Hodnota karty
Hodnota je určena v každé hře jinak, podle jejího herního pravidla.
Příklady her v českém prostředí: Prší, Mariáš, Dudák, Jednadvacet.